# Cloruro de cromo (II)
El cloruro de cromo (II) describe compuestos inorgánicos con la fórmula CrCl2(H2O)n . El sólido anhidro es blanco cuando está puro, sin embargo, las muestras comerciales suelen ser grises o verdes; es higroscópico y se disuelve fácilmente en agua para dar soluciones sensibles al aire de color azul brillante del tetrahidrato Cr(H2O)4Cl2. El cloruro de cromo (II) no tiene usos comerciales, pero se usa a escala de laboratorio para la síntesis de otros complejos de cromo.

## Síntesis
El CrCl2 se produce reduciendo el cloruro de cromo (III) con hidrógeno a 500 °C:
2 CrCl3 + H2 → 2 CrCl2 + 2 HCl
o por electrólisis.
A escala de laboratorio, LiAlH4, zinc y reductores relacionados producen cloruro de cromo a partir de precursores de cromo(III):
4 CrCl3 + LiAlH4 → 4 CrCl2 + LiCl + AlCl 3 + 2 H2
2 CrCl3 + Zn → 2 CrCl2 + ZnCl2
El CrCl2 también se puede preparar tratando una solución de acetato de cromo (II) con cloruro de hidrógeno:
Cr2 (OAc)4 + 4 HCl → 2 CrCl2 + 4 AcOH
El tratamiento del polvo de cromo con ácido clorhídrico concentrado da un cloruro de cromo(II) hidratado de color azul, que puede convertirse en un complejo de acetonitrilo afín.
Cr + n H2O + 2 HCl → CrCl2 (H2O)n + H2

## Estructura y propiedades
El CrCl2 anhidro es blanco, sin embargo las muestras comerciales suelen ser grises o verdes. Cristaliza en el grupo espacial Pnnm, que es una variante distorsionada ortorrómbicamente de la estructura del rutilo; haciéndolo isoestructural al cloruro de calcio. Los centros Cr son octaédricos, siendo distorsionados por el Efecto Jahn-Teller.

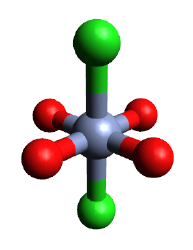
Modelo de bola y palo del cloruro de cromo(II) tetrahidratado.

El derivado hidratado, CrCl2(H2O)4, forma cristales monoclínicos con el grupo espacial P2 1 /c. La geometría molecular es aproximadamente octaédrica y consta de cuatro enlaces Cr—O cortos (2,078 Å) dispuestos en una configuración plana cuadrada y dos enlaces Cr-Cl más largos (2.758 Å) en una configuración trans.

## Reacciones
El potencial de reducción para el Cr3+ + e− ⇄ Cr2+ es −0,41. Dado que el potencial de reducción de H+ a H2 en condiciones ácidas es de +0,00, el ion cromoso tiene potencial suficiente para reducir los ácidos a hidrógeno, aunque esta reacción no ocurre sin un catalizador.

### Química orgánica
El cloruro de cromo (II) se utiliza como precursor de otros complejos de cromo inorgánicos y organometálicos. Los haluros de alquilo y los nitroaromáticos se reducen con CrCl2. La electronegatividad moderada del cromo y la gama de sustratos que puede acomodar el CrCl2 hacen que los reactivos organocromados sean muy versátiles sintéticamente. Es un reactivo en la reacción Nozaki-Hiyama-Kishi, un método útil para preparar anillos de tamaño medio. También se utiliza en la olefinación de Takai para formar yoduros de vinilo a partir de aldehídos en presencia de yodoformo.